# 馬野周二
馬野 周二（うまの しゅうじ、1921年- ）は、日本の技術者、著作家。工学博士、技術士。
専門分野(化学)の論文、報告書の他、国際政治や国際経済についての著書を多数執筆した。
父親は内務省官僚であり、朝鮮総督府の高官であった。

## 略歴
山口県に生まれる。1931年、小学校4年生の時に父親の退官に伴い、朝鮮半島より内地(愛媛県松山)に戻る。旧制松山中学校（現・愛媛県立松山東高等学校）を経て、1946年、慶應義塾大学工学部応用化学科卒業。慶應義塾大学大学院工学研究科在学兼東京大学第一工学部付属試験所嘱託。1949年、通商産業省に技官として入省。1961年、通商産業省（課長）を退任後、創立間もないニューヨーク工科大学教授に就任。海水の淡水化などアメリカ政府の技術開発に携わる。馬野は9年近く工科大学の教授を勤め、アメリカを出来る限りくまなく旅をしたと云う。其処から彼はアメリカとは何かを掴もうとした。英語も堪能に成り、彼はアメリカ政府の見えない裏に居て政権を左右する隠れた超国家勢力に気が付いた。彼は相当の読書家でありUSAにも優れた世界観を持ち秀でた分析力を持つ少数だが、確かにそのような人が居る事に気が付いた。それで彼らの著書を日本語に翻訳し、事の本質をまるで知らない日本人を啓蒙しようとした。彼の著作以外の翻訳本は、その様な真の賢人の著書の翻訳であった。馬野周二は戦後の世界思想家の中でとびぬけて重要な人物であろう。彼の著作には経済情勢の変動や世界史的事件に関する超国家勢力の関与に関する物が多いが、特筆すべきは日本の超古代を題材にした洞察である。「人類の至宝日本」等に見られる日本人の書かれてゐない古代の歴史である。

## 著書
- 『石油危機の幻影　エネルギーをめぐる地政学』　ダイヤモンド社　1980年
- 『石油危機の解決　日本のエネルギー・システム』　ダイヤモンド社　1980年
- 『アメリカ落日の論理』　ダイヤモンド社　1981年
- 『アメリカ帝国の大謀略　日本に最も危険な国』　徳間書店　1982年[5]
- 『大日本技術帝国』　光文社　1982年[6]
- 『大凶慌　世界経済の破局が襲来する』　 ABC出版　1983年[7]
- 『衰亡の法則　文明・社会・国家・産業・企業』　PHP研究所　1983年[8]
- 『アメリカは信頼できるか　レーガン政略の読み方』　ABC出版　1983年
- 『日米最終戦争』　徳間書店　1983年
- 『技術文明の法則　1990年代日本の条件』　ダイヤモンド社　1984年
- 『破局の論理』　PHP研究所　1984年
- 『日米逆転の大予言 歴史構造の必然を明かす』　ABC出版　1985年
- 『栄枯盛衰の科学』　PHP研究所　1986年
- 『日本の危険　日米対決の深層』　東明社　1986年　(藤原肇との共著)[9]
- 『日本に亡国の音(おん)が聞こえる』　経済界　1987年
- 『大転換の力学　1990年代 日本の条件』　PHP研究所　1987年　(『技術文明の法則』の新版)
- 『経済裏陰謀の常識　日本人は何も知らないのか』　青春出版社　1987年[10]
- 『日本はどう進むべきか　1989年の大恐慌』　竹井出版　1988年
- 『嵌められた日本　日米相克の深層を抉る』　プレジデント社　1989年[11]
- 『アメリカの詐謀 日本の大愚』　天山出版　1990年　(『日米最終戦争』の新版)
- 『平成日本は本当に平成か　日本はどう進むべきか』　竹井出版　1990年
- 『米ソが仕掛ける騙しの経済』　かんき出版　1990年
- 『人類文明の秘宝「日本」』　徳間書店　1991年
- 『壊される日本　「心」の文明の危機』　プレジデント社　1993年
- 『村山政権と日本の命運』　本の森出版センター 　1994年
- 『この日本人を見よ　在りし日の人たち』　フォレスト出版　1998年
- 『世界最終戦争論　文明と戦争の大潮流を解く』　東興書院　1988年、2000年
- 『朝鮮半島の真実　日本人の魂朝鮮人の魂』　フォレスト出版　2000年

## 翻訳及び監訳(解説)
- ロバート・C・ベックマン『ダウンウェーブ　大恐慌は避けられない』　徳間書店　1983年
- エマニュエル・ジョセフソン 『ロックフェラーがアメリカ経済をダメにした』　徳間書店　1989年
- ネスタ・H・ウェブスター『世界革命とイルミナティ』　東興書院　1990年[12]
- カーチス・B・ドール『操られたルーズベルト』　プレジデント社　1991年[13]
- エマヌエル・ジョセフソン『ルーズヴェルトが20世紀をダメにした』　徳間書店　1991年
- 『対日宣戦教書!　暴かれた「悪魔の選択」 米CIAレポート「JAPAN2000」の深層を抉る』　徳間書店　1992年[14]
- ネスタ・H・ウェブスター『世界秘密結社(1)』　東興書院　1992年
- ネスタ・H・ウェブスター『世界秘密結社(2)』　東興書院　1992年
- ジェームス・パーロフ『権力の影　外交評議会「CFR」とアメリカの衰退 アメリカ国際謀略の伏魔殿を抉る!』　徳間書店　1992年[15]
- ジョージ・アームストロング『ロスチャイルド世界金権王朝』　徳間書店　1993年[16]

## 論攷
- 『秀真伝講解 巻一』
- 『秀真伝講解 巻二』
- 『秀真伝講解 巻三』
- 『論攷集成 巻一 』
- 『論攷集成 巻二（全貌論文）』
- 『論攷集成 巻三 』
- 『20世紀の深層』(『月刊公論』の連載「深層を読む」収録)
- 『アメリカ Vs 日独 経済闘争』
- 『論攷・エネルギー』
- 『エネルギー技術特論』
- 『歴史工学特論』
- 『日本の時代が来る』
- 『日米対決の構図』